# Stadion Gersag
Das Stadion Gersag ist ein Fussballstadion in Emmenbrücke in der Gemeinde Emmen im Kanton Luzern. Es ist das Heimstadion des Fussballvereins FC Emmenbrücke, der derzeit in der vierthöchsten Schweizer Liga spielt.

## Gastspiel des FC Luzern
Ab Mitte Juni 2009 wurde die Spielstätte erweitert, weil der in der Super League spielende FC Luzern in der Saison 2009/10 und 2010/11 übergangsweise seine Heimspiele in Emmenbrücke austrug.
Der Grund für den Ausbau war der Abriss des alten Allmend-Stadions in Luzern und die an gleicher Stelle erbaute Swissporarena, die Ende Juli 2011 eröffnet wurde. In dieser Übergangsphase bot das Stadion Gersag Plätze für 8'700 Zuschauer, wovon 3'915 gedeckte Sitzplätze und 4'785 ungedeckte Stehplätze waren.
Gegenüber der Haupttribüne konstruierte man mit Stahlrohrtribünen auf einem Erdwall einen grossen, gedeckten Sitzplatzrang. Es wurde die alte Flutlichtanlage entfernt und durch eine Anlage mit 4 × 700 Lux ersetzt. Die alte Anzeigetafel wurde durch eine neue ausgetauscht. Die Ränge hinter den Toren wurden erweitert und zogen sich bis zu den beiden Tribünen längs des Platzes. Auf der Haupttribüne richtete man Plätze für die Journalisten ein. Vor den Tribünen wurden Fangnetze aufgezogen und noch weitere kleine Renovierungsarbeiten getätigt.
Der grösste Teil der Bauarbeiten musste bis zum ersten Saisonspiel des FC Luzern am 26. Juli 2009 gegen den Grasshopper Club Zürich fertig sein. Der FCL gewann 2:1 gegen die Grasshoppers aus Zürich vor 7'145 Zuschauern.
Das Fanionteam des FC Emmenbrücke (2. Liga interregional) und teilweise auch dessen 2. Mannschaft (4. Liga) trugen ihre Heimspiele während des Gastspiels des FC Luzern ebenfalls auf dem Hauptfeld aus, die restlichen Teams des FC Emmenbrücke spielten auf Nebenplätzen.

## Gastspiel des SC Kriens
Während des Baus des Sportzentrums Kleinfeld spielte der SC Kriens vom März 2017 bis Ende Juni 2018 im Stadion Gersag.
Das Stadion Gersag besitzt vor, sowie nach dem Ausbau 532 Sitz- und 3'000 Stehplätze.